# ピコ秒
ピコ秒（ピコびょう）は、1×10−12秒に等しい国際単位系(SI)の時間単位である。psと書かれることもある。1×10−12は、一兆分の1や1漠と等しい。比較として、1ピコ秒に対する1秒は、1秒に対するおよそ31,689年に相当する。複数の技術アプローチにより、1桁ピコ秒以内のイメージングが達成される。例えば、ストリークカメラ又はICCDカメラは光の運動を撮影できる。
1ピコ秒は、1000フェムト秒又は1/1000ナノ秒と等しい。この範囲における測定値の例を以下に挙げる。
- 1.0 ピコ秒 (1.0 ps) – 電磁周波数1テラヘルツ（1 x 1012ヘルツ）のサイクルタイム（逆単位）。これは0.3 mmの波長に相当し、1ピコ秒に光速（約3 x 108 m/s）をかけて移動距離を求めることができる。1 THzは遠赤外線である。
- 1 ピコ秒 – 真空中で光が約0.30 mm進む時間
- 1 ピコ秒 – ボトムクォークの半減期
- ~1 ピコ秒 – 20 °Cの水における単一のH3O+（ヒドロニウム）イオンの寿命[3]
- ピコ秒からナノ秒 – 誘電率測定（英語版）により観測可能な現象
- 1.2 ピコ秒 – 世界最速のトランジスタのスイッチング時間（845 GHz、2006年現在）[4]
- 1.7 ピコ秒 – 水の回転相関時間（英語版）[5]
- 3.3 ピコ秒（およそ） – 光が1ミリメートル進むのにかかる時間
- ビッグバン後10ピコ秒 – 電磁気が他の基本的な力から分離
- 34 ピコ秒 – 10ギガビット・イーサネットのSFP+トランスミッタの信号立ち上がり時間（英語版） (20% to 80%) [6]
- 10–150 ピコ秒 – 熱水から氷水までの分子(184 g/mol)の回転相関時間（英語版）[7]
- 100 ピコ秒 – USB 3.1などの10 Gbpsシリアル通信リンクの単位間隔（英語版）[8]
- 108.7827757 ピコ秒 – 絶対零度におけるセシウム133原子の基底状態の2つの超微細準位間の遷移時間
- 330 ピコ秒（およそ） – 一般的な3.0GHzコンピュータCPUが処理サイクルを完了するのにかかる時間

## 符号位置
| 記号 | Unicode | JIS X 0213 | 文字参照          | 名称   |
| ---- | ------- | ---------- | ----------------- | ------ |
| ㎰   | U+33B0  | -          | &#x33B0; &#13232; | ピコ秒 |